# NPD Group
NPD Group, Inc. (прежде «National Purchase Diary» — «Национальный дневник покупки») — компания изучения рыночной конъюнктуры. Предоставляет информацию о потребителях и розничных продажах изготовителям и розничным продавцам. Используя фактические коммерческие данные от розничных продавцов и дистрибьюторов, а также сообщаемое потребителями покупательское поведение, NPD предлагает потребительскую панель и услуги прослеживания розничной продажи, специальные сообщения, моделирование, аналитику и выборочное исследование. Охваченные отрасли промышленности включают: одежда, приборы, автомобили, косметика, бытовая техника, еда и напитки, заведения общего питания, обувь, домашние вещи, бытовая утварь, искусство, информационные технологии, фильмы, музыка, игрушки, радио, компьютерные игры.
NPD Group основана в 1967 году. Главный офис находится в Порт-Вашингтон (англ. Port Washington), Нью-Йорк. Офисы и представительства находятся в Соединённых Штатах, Японии, Великобритании, Европейском союзе. Генеральный директор компании — Тод Джонсон (англ. Tod Johnson).
NPD Group последовательно занимает место среди лучших 25 компаний изучения рыночной конъюнктуры в независимых отчётах Honomichl Top 50 report  (недоступная ссылка с 12-08-2013 [4356 дней] — история, копия), которые СМИ и исследовательская индустрия признают как вероятный источник информации о рыночной конъюнктуре. В 2006 году NPD занимала 14-е место в этом списке.